# Gorée
Ostrov Gorée (francouzsky Île de Gorée) je jednou z 19 čtvrtí senegalského hlavního města Dakaru. Od pevniny je vzdálen pouhé 2 km. Svou rozlohou 0,182 km² a počtem obyvatel 1056 (odhad 2005) je nejmenší městskou částí Dakaru. Díky své bohaté historii je zapsán na Seznamu světového dědictví UNESCO.
Dnes je ostrov Gorée hojně navštěvovaným turistickým místem. Slavným se stal díky rozsáhlému obchodu s otroky. Ve skutečnosti zde ale bylo obchodováno s méně otroky než v severněji položeném Saint-Louis nebo v Gambii. Toto tvrzení bylo potvrzeno v roce 1959 profesorem africké historie na Sorbonně Raymondem Maunym. Je pravděpodobné, že z ostrova Gorée nebylo transportováno více než pár stovek otroků ročně.

## Historie
Ostrov Gorée, dnes městská část Dakaru, byl kdysi malý přístav a místo evropského osídlení podél afrického pobřeží. Před příchodem Evropanů byl ostrov opuštěný a bez dostatku pitné vody.
Prvními Evropany, kteří vstoupili na ostrov, byli Portugalci v roce 1444. Využívali jej jako hřbitov a postavili zde malou kapli. Až do roku 1664, kdy se ostrov dostal krátce pod nadvládu Velké Británie, se u moci postupně vystřídalo Portugalsko a Nizozemsko. Ostrov byl pojmenován Nizozemci podle nizozemského ostrova Goeree.
Od roku 1677 nad územím Senegalu, včetně Gorée, získala kontrolu Francie a svůj vliv v oblasti si udržela až do roku 1960, kdy získal Senegal nezávislost. Během několika válek mezi Francií a Velkou Británií v letech 1677 až 1815 se ostrov dostal i pod nadvládu Britů.
Gorée byl v prvé řadě obchodním stanovištěm administrativně náležící k Saint-Louis, hlavnímu městu tehdejší kolonie Senegal. V 18. a 19. století byl ostrov domovem pro komunitu francouzsko-afrických kupců. Tyto komunity byly specifické rolí žen, označovaných signares. Signares postupně na ostrově vytvořily vládnoucí šlechtu a měly v rukou lodě i majetek.
Francie byla první zemí na světě, která zakázala otrokářství. Stalo se tak během Francouzské revoluce v únoru 1794 a obchod s otroky ze Senegalu ustal. Nicméně v květnu 1802 Napoleon obchod s otroky obnovil pod nátlakem majitelů cukrových plantáží ve francouzských provinciích v Karibiku. V roce 1815, kdy se Napoleon znovu dostal k moci, bylo otroctví definitivně zrušeno ve snaze navázat kontakty s Velkou Británií, která zrušila otroctví v roce 1807.

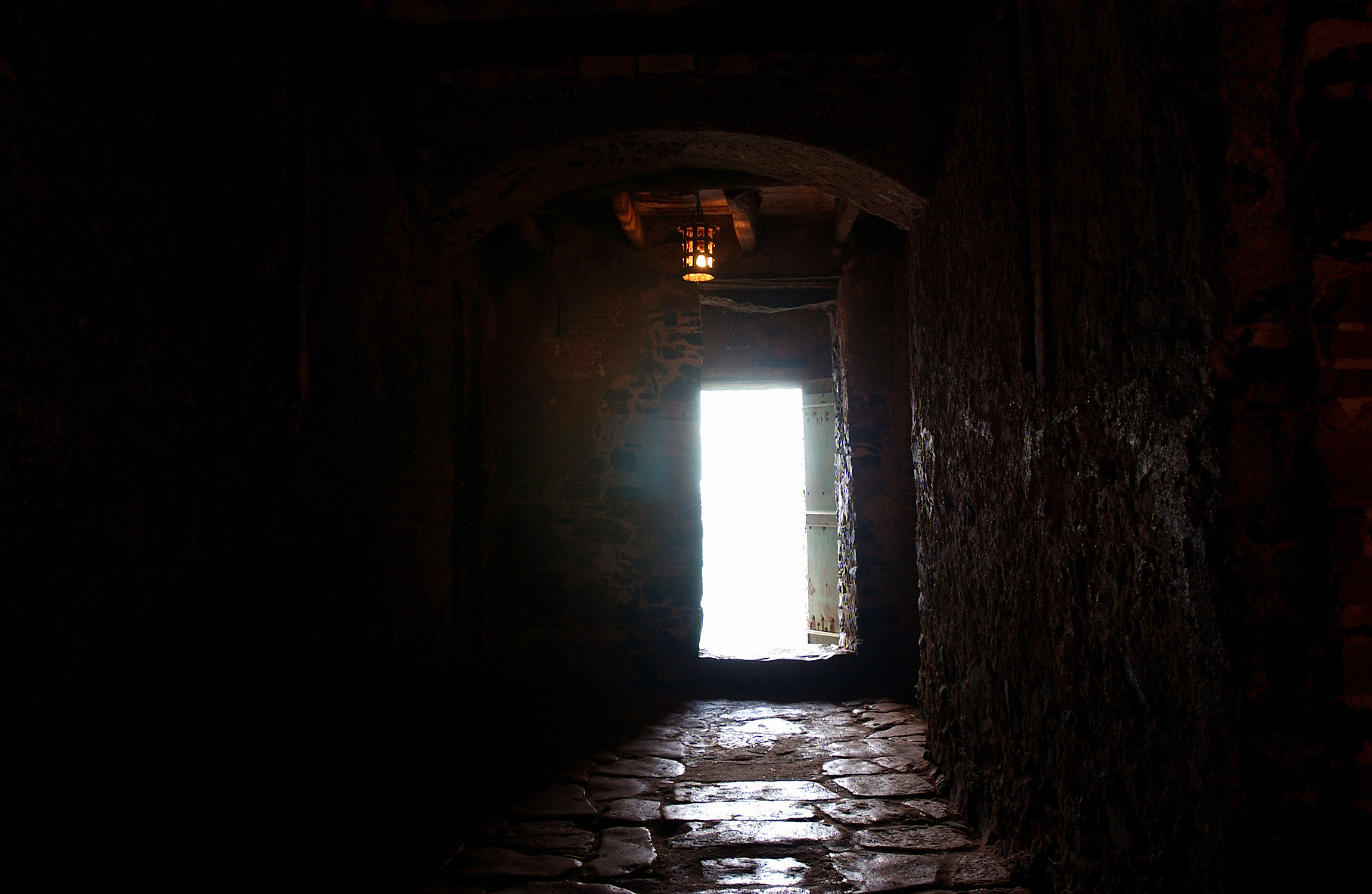
Masion des esclaves - tzv. "východ tam, odkud není návratu"

Když v 70. letech 18. století začal senegalský obchod s otroky slábnout, město se stalo přístavem pro přepravu arašídů, arabské gumy, slonoviny a dalších surovin. Zdejší malý přístav, ale nebyl vhodný pro přepravu velkého množství zboží a tak se stále více začaly využívat přístavy na pobřeží Senegalu. V roce 1840 byl založen přístav Rufisque a později v roce 1857 i současné hlavní město Dakar. Přesun obchodu vedl k odlivu obyvatel z ostrova. Ze 4500 obyvatel v roce 1845 populace klesla až na 1500 osadníků v roce 1904.
Všeobecné volební právo bylo pro obyvatele ostrova Gorée uzákoněno v roce 1872, kdy se ostrov stal samosprávnou oblastí s voleným starostou a městskou radou. Blaise Diagne, první africký poslanec zvolený do francouzského Národního shromáždění, se narodil právě na ostrově Gorée.
V roce 1940 se ostrov Gorée stal součástí Dakaru a od roku 1978 je zapsán na Seznamu světového dědictví UNESCO.

## Správa ostrova
Francouzská koloniální správa už v roce 1872 založila v Senegalu dvě samosprávná města po vzoru těch evropských: Saint-Louis a Gorée. Tehdejší Dakar, ležící na pevnině, administrativně podléhal ostrovu Gorée, ale již v roce 1887 se odtrhl a vytvořil si svou vlastní samosprávu. S rozšiřováním Dakaru Gorée začal postupně ztrácet na významnosti. Zatímco počet obyvatel ostrova postupně klesal, z 2100 v roce 1891 na pouhých 700 v roce 1926, počet obyvatel Dakaru vystoupal za stejné období z 8737 na 33 679 obyvatel. Ostrov Gorée se tak postupem času dostal pod správu mnohem většího Dakaru.
V roce 1996 byla senegalským parlamentem schválena reforma upravující administrativní rozdělení. Příliš velký a přelidněný Dakar byl rozdělen na 19 menších samosprávných částí, které získaly více pravomocí. Ostrov Gorée se stal jednou z nich a sídlem administrativy se stala bývalá radnice z let 1872 až 1929. Ostrov je spravován městskou radou volenou každých 5 let a starostou, který je volen členy rady. Současným starostou je Augustin Emmanuel Senghor.

## Obchod s otroky

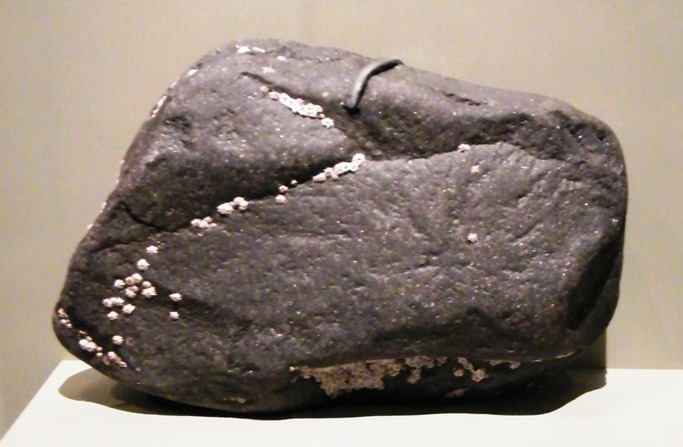
Az Goree'de Island kaya - kámen z ostrova Gorée, věnovaný americkému National Museum of American History

Nejznámější stavbou na ostrově je Dům otroků (francouzsky Maison des esclaves), který zde postavili Nizozemci v letech 1780–1784. Tato budova je jednou z nejstarších na ostrově a dnes slouží jako muzeum ukazující hrůzy transatlantického obchodu s otroky. Tato budova sloužící k obchodu s otroky byla poslední svého druhu postavená na ostrově. První byla postavena už v roce 1536 portugalskými osadníky. Všechny domy jako tento situované na ostrově Gorée, dokonce i současná fara, byly bývalé otrokářské domy.
Cely pro otroky byly velké jen 2,6 m na 2,6 m a vešlo se do nich 15 až 20 mužů, kteří seděli zády ke zdi a byli spoutáni okolo krku a paží. Mezi nohama a rukama jim visely velké železné koule. Otroci v celách čekali až tři měsíce než byli z ostrova na lodích odvezeni. O tom, kam otroci poputují rozhodovali kupci. Muži byli většinou odváženi do Louisiany ve Spojených státech amerických, ženy do Brazílie či na Kubu a děti na Haiti nebo do Západní Indie.
Otroci byli do cel rozdělováni podle věku a pohlaví. Věk dětí musel být určován podle zubů, protože neměly žádné rodné listy. Mladé dívky byly od zbytku žen separovány a na trhu se prodávaly za vyšší ceny. Hodnota žen byla určována podle stavu jejich poprsí a panenství. Cena mužů byla určována podle jejich váhy. Minimální váha, kterou musel otrok mít, byla 60 kg. Pokud některý vážil méně, byl umístěn do cely, kde byl vykrmován zdejšími boby.
Někteří obchodníci s otroky měli poměr s mladými otrokyněmi a když tyto dívky otěhotněly byly propuštěny na ostrov nebo do nedalekého Saint Louis. A tak se samy zajaté dívky obchodníkům nabízely, protože to byla jediná cesta jak zachránit své životy. Tyto dívky smíšené pleti byly běžně nazývány signares a postupně vytvořily na ostrově vládnoucí vrstvu.
Malé přístaviště, které k domu přiléhalo, bylo z palmového dřeva a sloužilo jako nákladiště otroků. Někteří otroci ve snaze utéct skočili z mola do moře. Moc daleko se jim ale uplavat nepodařilo, buď byli zastřeleni strážci nebo sežráni žraloky, kterých okolo ostrova bylo mnoho. Žraloci byli přitahováni nemocnými otroky, kteří se běžně házeli do moře.
Evropští kupci byli ubytováni v prvním patře domu a otroky si mohli prohlížet z terasy. Každý otrok musel při prodeji podstoupit kontrolu, při které se zjišťovala svalnatost a příslušnost k určitému africkému kmeni (každý kmen měl svou stanovenou cenu).
Po tři a půl století byli lidé v Africe sledováni, chytáni a unášeni ze svých domovů.